# آریک اینشتین
آریه "آریک" اینشتین (به عبری: אריק איינשטיין) (به انگلیسی: Arieh "Arik" Einstein) (زادهٔ ۳ ژانویه ۱۹۳۹ - درگذشته ۲۶ نوامبر ۲۰۱۳) خواننده/ترانه‌سرای اسرائیلی و یکی از محبوب‌ترین هنرمندان موسیقی پاپ در آن کشور است.
همکاری‌های او با شالوم حانوخ و گروه چِرچیلز منجر به ساخته‌شدن اولین آثار راک اسرائیلی شد. اینشتین پیشرو گونه‌ای از موسیقی پاپ و راک است که عمیقاً حال و هوای اسرائیلی دارد. نقش او در موسیقی پاپ در اسرائیل آن‌چنان پُررنگ است که هر نوع کنکاشی در این نوع موسیقی عملاً به یکی از پروژه‌هایی که او در آن مشارکت داشته ختم می‌شود.